# 維利哈 (羅馬尼夫區)
50°12′2″N 27°41′18″E / 50.20056°N 27.68833°E
維利哈（烏克蘭語：Вільха），是烏克蘭北部的村莊，隸屬日托米爾州的日托米爾區。該村始建於1870年，面積33.22平方公里，海拔高度218米，2023年該村落人口454。